# جون ماغيري
جون ماغيري (15 سبتمبر 1956 - ) (بالإنجليزية: John Maguire)‏ هو لاعب كريكت أسترالي.

## وصلات خارجية
- جون ماغيري على موقع إي آس بي آن كريك إنفو (الإنجليزية)